# Gisela Kurkhaus-Müller
Gisela Kurkhaus-Müller (* 2. Januar 1938 in Köslin) ist eine deutsche Malerin, Grafikerin und Salonnière.

## Leben und Werk
Gisela Kurkhaus-Müller kam 1945 mit ihrer Familie infolge des Zweiten Weltkriegs aus Westpommern nach Mecklenburg.
Nach dem Abitur studierte sie von 1958 bis 1963 bei Wolfgang Mattheuer an der Hochschule für Grafik und Buchkunst Leipzig. Anschließend arbeitete sie freischaffend in Leipzig. Von 1966 bis 1974 war sie Dozentin für Entwurf an der Fachschule für Werbung und Gestaltung Berlin-Schöneweide. Seitdem arbeitet sie in Berlin-Köpenick als freischaffende Malerin und Grafikerin. Sie war von 1964 bis 1990 Mitglied des Verbands Bildender Künstler der DDR und hatte in der DDR und im Ausland eine bedeutende Zahl von Einzelausstellungen und Ausstellungsbeteiligungen, u. a. von 1967 bis 1988 von der VI. Deutschen Kunstausstellung bis zur X. Kunstausstellung der DDR in Dresden.
Sie befasste sich u. a. intensiv mit Gedanken und Werken von Philosophinnen. So schuf sie z. B. 1985 Zeichnungen zu Rahel von Varnhagen und 1987 eine Folge von Kaltnadelradierungen zu Bettina von Arnim. Werke zu diesem Thema zeigte sie ab März 2000 mit der Bildhauerin Birgit Cauer (* 1961) in der Wanderausstellung „Philosophinnen – Liebhaberinnen der Weisheit“.
Bis zur deutschen Wiedervereinigung erhielt Gisela Kurkhaus-Müller auch regelmäßig Aufträge für gebrauchsgrafische Arbeiten. U. a. wurde die von ihr gestaltete Speisekarte der beliebten Gaststätte Rübezahl am Müggelsee auf der VIII., ein Plakat Varieté am Müggelsee auf der X. Kunstausstellung der DDR gezeigt.
Nach der Wiedervereinigung stand sie wie viele andere Kulturschaffende der DDR vor der Frage, wie sie ihre Existenz durch künstlerisches Schaffen auch in Zukunft absichern können. 1992 gründete sie deshalb u. a. mit Marguerita Blume-Cárdenas, Emerita Pansowová, Nuria Quevedo, Ursula Strozynski, Elli Graetz und Annett Gröschner die Künstlerinnen-Initiative Xanthippe e.V.
Sie orientiert sich künstlerisch teilweise neu, erschloss sich u. a. Siebdruck, Offsetdruck und Collage, z. T. in Pop-Art-Manier, und hatte wieder eine große Anzahl von Ausstellungen.
Besondere Beachtung fand sie seit 1992 als Organisatorin und Veranstalterin von literarisch-musikalisch-kulinarischen Salons mit prominenten Gästen, u. a. Petra Bläss, Georg Brühl, Eberhard Dieckmann, Gotthard Erler, Christine Harbort, Heinz Knobloch, Josefine von Krepl, Lea Rosh, Kurt Schwaen, Yōko Tawada, Jutta Wachowiak und Judy Winter.
Gisela Kurkhaus-Müller hat zwei Töchter, Cilly Kurkhaus und die Designerin und Fotografin Frizzi Kurkhaus.
Arbeiten Gisela Kurkhaus-Müllers befinden sich u. a. in der Kinder- und Jugendbuchabteilung der Staatsbibliothek zu Berlin.

## Rezeption
Gisela Müller-Kurkhaus „gilt als Profi unter den Salonnièren – wohl keine Frau in Deutschland hat so viele unterschiedliche Salons auf die Beine gestellt wie sie.“